# 愛のかたまり (KinKi Kidsの曲)
「愛のかたまり」（あいのかたまり）は、KinKi Kidsの楽曲。2001年11月14日に13枚目のシングル『Hey! みんな元気かい?』のカップリングとして発表された。

## 概要
- 作詞は堂本剛、作曲は堂本光一が担当。編曲は吉田建、白井良明（『F album』に収録のAcoustic Version）、武部聡志（『M album』通常盤に収録のセルフカバーバージョン）がそれぞれ担当している。
- 剛、光一の二人が出演の森永製菓『ダース』CMソング[5]。
- 本曲が作られた経緯として光一は、表題曲である「Hey! みんな元気かい？」を歌いこなす技術が当時の自分に無いと感じ、「この曲ってKinKi Kidsに合ってるんだろうか？」という疑問を抱いたことから、「KinKiらしい曲を作ろうと反骨精神で作った」と明かしている[6]。
- 歌詞は、女性目線で書かれた男女の恋愛を歌うラブソングであり、無防備で不器用でピュアな信頼関係を描いている[7]。
- 2004年発売のベスト・アルバム『KinKi Single Selection II』に唯一c/wから選曲されているほか、2007年のベストアルバム『39』にはファン投票第1位楽曲として収録された。また、KinKi Kids名義として最後の作品となる2025年のベストアルバム『39 Very much』のファン投票でも1位を獲得し、カラオケでも2015年以降KinKi Kidsの人気曲ランキングで1位にランクインし続けるなど、KinKi Kidsを代表する楽曲となっている[6][8]。
- アルバム『F album』にはアコースティック・バージョンとして、『M album』の通常盤には「Memories＆Moments」というコンセプトのもと、リテイクされたものがそれぞれ収録されている。
- KinKi Kidsの二人は後日、「ターニングポイントとなった曲」として、1997年に発表したデビュー曲「硝子の少年」とこの曲の2曲を挙げている[9]。

## 収録作品

### アルバム
- KinKi Single Selection II
- 39
- 39 Very much
- F album（Acoustic Version）
- M album[注釈 1]（セルフカバーバージョン）
- Ballad Selection（『M album』収録バージョン）

### 映像作品
- KinKi Kids Dome Tour 2004-2005 -Font De Anniversary.-
- 39（初回限定盤）
- Ø（初回限定盤）
- We are Øn' 39!! and U? KinKi Kids Live in DOME 07-08
- KinKi you DVD
- KinKi Kids 2010-2011 〜君も堂本FAMILY〜
- KinKi Kids Concert -Thank you for 15years- 2012-2013
- KinKi Kids Concert 2013-2014「L」
- KinKi Kids Concert 「Memories & Moments」
- 2015-2016 Concert KinKi Kids
- We are KinKi Kids Dome Concert 2016-2017 TSUYOSHI & YOU & KOICHI
- MTV Unplugged: KinKi Kids
- KinKi Kids CONCERT 20.2.21 -Everything happens for a reason-
- KinKi Kids Concert Tour 2019-2020 ThanKs 2 YOU
- KinKi Kids O正月コンサート2021
- KinKi Kids Concert 2022-2023 24451〜The Story of Us〜
- P album（初回盤A）
- KinKi Kids Concert 2023-2024 〜Promise Place〜